# Enyalios
Enyalios var i grekisk mytologi en krigsgud som i början ofta var ett epitet för Ares, eller som Ares riktiga namn. Senare tycks Ares och Enyalois ha utvecklats till två olika gudar, där Enyalios ses som Ares och Enyos son.
Krigsguden Ares åtföljdes ofta av Enyo och en teori är därför att han fick tillnamnet Enyalios i början.
Enyalios förekommer ofta i Iliaden, men aldrig i Odysséen.